# 肾上腺素红
肾上腺素红是一种有机化合物，化学式为C9H9NO3，它可通过氧化肾上腺素得到。它目前没有医疗应用，但它的氨基脲衍生物肾上腺色腙是一种止血药。